# Plagithmysus mezoneuri
Plagithmysus mezoneuri är en skalbaggsart som först beskrevs av Otto Herman Swezey 1946.  Plagithmysus mezoneuri ingår i släktet Plagithmysus och familjen långhorningar. Inga underarter finns listade i Catalogue of Life.